# Kentaro Miura
Kentarō Miura  (三浦 建太郎 Miura Kentarō?,  11 de julio de 1966-6 de mayo de 2021) fue un mangaka (dibujante de mangas) japonés. Mayormente conocido por su popular manga de fantasía oscura, Berserk.
En España se ha publicado Berserk (incluyendo la novela "El Caballero del Dragón de Fuego" y la guía oficial, aunque no están escritas por Miura), Japan, Oh-Roh, Oh-Roh-Den y Gigantomaquia.

## Vida y trabajos destacados
Nació en Ciudad Chiba el 11 de julio de 1966. Era zurdo. En 1976, a la edad de 10 años, Miura hizo su primer manga, titulado Miuranger, publicado por sus compañeros de clase en la escuela. El manga llegó a los 40 tomos. En 1977, Miura creó su segundo manga llamado Ken e no michi (剣への道 El camino a la espada), usando por primera vez tinta india. Cuando estaba en educación media en 1979, su técnica de dibujo mejoró bastante al comenzar a usar técnicas profesionales. Su primer dōjinshi se publicó con ayuda de amigos en una revista, en 1982. 
Ese mismo año, en 1982, Miura ingresó con un currículo de artista al instituto, donde él y sus compañeros comenzaron a publicar sus propias tiras, y tuvieron su primer dōjinshi publicado en una revista de fanes. En 1985, Miura estudia para el examen de ingreso a la facultad de arte en la Universidad Nihon. Envió el manga Futatabi para el examen y logró entrar. Gracias a este proyecto más tarde fue nominado Mejor Autor Debutante (Best New Author) en la revista Shūkan Shōnen Magazine. Otro manga de Miura llamado NOA fue publicado en Weekly Shōnen Magazine ese mismo año. Debido a un desacuerdo con uno de los editores, el manga se detuvo y finalmente, se canceló. En este punto es donde la carrera de Miura tuvo un bajón.
En 1988, Miura volvió con un manga de 48 páginas titulado Berserk The Prototype, que fue una introducción al posterior y conocido manga Berserk. Este prototipo lo llevó a ganar un premio de Comi Manga School. En 1989, Kentarou comenzó un proyecto titulado Oh-Roh (王狼 ōrō?) basado en el guion de Buronson, escritor de Hokuto no Ken (El Puño de la Estrella del Norte). Fue publicado mensualmente en la revista Japanese Animal House en los números 5 y 7 de ese año. 
En 1990, realizó la secuela de Ourou titulada Oh-Roh-Den (王狼伝 ōrō den, La leyenda del rey lobo) que fue publicada en la revista Young Animal. En ese mismo año, el número 10 de Animal House publicó el primer número del proyecto en solitario Berserk y que fue aceptado por el público con un éxito moderado. Miura de nuevo colaboró con Buronson para realizar el manga titulado Japan donde él dibujó pero la historia es de Buronson. Fue publicado en Young Animal House del número 1 al 8 en 1992, y más adelante se reunió en un solo tomo o tankōbon. La fama de Miura creció después de que se publicara Berserk, específicamente el arco de «La Edad de Oro». Ello le trajo un enorme éxito que ha convertido a esta obra, para muchos, en su obra maestra y lo hizo uno de los más destacados artistas del manga contemporáneo. En los siguientes años, Miura se dedicó exclusivamente a trabajar en Berserk. 
En 1997, Miura supervisó la producción de los 25 episodios del anime de Berserk que se emitieron ese año en la cadena NTV. Con el éxito del anime, se publicaron varios art books y otros materiales nuevos basados en el universo Berserk. En 1999, Miura fue el supervisor ejecutivo del videojuego de la consola Dreamcast Sword of the Berserk: Guts' Rage, creando además los diseños de los nuevos personajes y el guion de la historia. El año 2004 también aportó en forma menor en otro videojuego, pero ahora para la consola PS2 llamado Berserk Millennium Falcon Arc: Chapter of the Holy Demon War, desarrollando una nueva trama y creando personajes.
Desde entonces, el manga Berserk se ha extendido por 40 tomos. La serie también ha dado lugar a toda una serie de merchandising, tanto oficiales como otros hechos por los fanes, que van desde estatuas, figura de acción, llaveros, videojuegos y un juego de cartas coleccionables. En 2002, Kentaro Miura recibió el premio nacional Tezuka Osamu Cultural Prize en categoría «Excelencia» por Berserk.
Miura se encargó del diseño de la aplicación Vocaloid de Kamui Gakupo conocido como Gackpoid: Kamui Gakupo, cuya voz es tomada del cantante y actor japonés Gackt.

## Influencias
La influencia de Kentaro Miura viene de trabajos en diferentes medios. El manga Hokuto no Ken y la novela de fantasía Guin Saga de Kaoru Kurimoto fueron sus principales inspiraciones. El mangaka Go Nagai fue igualmente un elemento clave en el desarrollo del estilo de Miura. 
Desde el punto de vista puramente del arte visual (en el sentido de la ilustración y el dibujo), su arte fue influenciado por la fantasía épica de Frank Frazetta, ejemplo que puede verse mejor explicado si observamos algunas de sus ilustraciones. En pinturas de Frazetta como la que fue bautizada con el nombre de "El Destructor", puede apreciarse una relación con cierta ilustración de Miura en la que vemos a Guts empuñando su maza de hierro en una situación descendente en el centro de la escena con una horda demoníaca esperándolo más abajo.
Este tipo de composición característica de Frank Frazetta (o también del arte Sword and Sorcery) y en general, del arte de Conan el Bárbaro, pintando al héroe en el centro de la acción, en circunstancias dominantes, nos deja una clara muestra de que en Miura tanto el arte de Frazetta, como el de Conan el Bárbaro fueron una gran influencia en su estilo como dibujante y como ilustrador, a la hora de componer.
También puede verse cierta influencia del ilustrador español Esteban Maroto (en sus fondos fantasmagóricos) para una ilustración del tomo 17 en la Saga de la Condena (pag. 87), en la que Miura nos muestra a La Parca decapitando a toda una ciudad o a una gran muchedumbre, imagen que tal vez simboliza la gran peste negra que azotaba esta tierra. Esteban Maroto también ha usado este tipo de imágenes fantasmales (antes de que a Miura le llegaran a su poderosa imaginación) como puede verse en sus ilustraciones para el viejo comic Conan the Savage
Miura también ha citado a Susumu Hirasawa como inspiración musical.

## Muerte
El 20 de mayo de 2021 el departamento editorial de Hakusensha indicó a través de Twitter que Miura había fallecido el pasado 6 de mayo debido a una disección aórtica aguda a sus 54 años de edad.

## Trabajos
- Miuranger (1976)
- Ken e no Michi (1977)
- Futatabi (1985)
- Noa (1985)
- Berserk Prototype (1988)
- King of Wolves (1989)
- Berserk (1989-En Curso)
- Ourou Den (1990)
- Japón (1992)
- Gigantomaquia (2013-2014)
- Duranki (2019-2021) inconcluso